# T-Mobile Polska
T-Mobile Polska S.A. (abgekürzt TMPL) ist ein polnischer Mobilfunkanbieter mit Sitz in Warschau. Mitgründer und inzwischen alleiniger Eigentümer ist die Deutsche Telekom.

## Geschichte
Gegründet wurde das Unternehmen 1995 in Warschau unter dem Namen Polska Telefonia Cyfrowa (PTC) als Gesellschaft mit beschränkter Haftung. Die Deutsche Telekom war an der Gründung mit 49 % beteiligt. Am 26. Februar 1996 erhielt PTC seine erste landesweite Lizenz für Telekommunikationsdienstleistungen im GSM-Standard 900 und startete im September desselben Jahres mit der Marke Era GSM. Im Jahr 1998 ergänzte PTC sein Angebot um Pre-Paid-Verträge unter der Marke Era Tak Tak.
Im Jahr 2000 erwarb das Unternehmen eine UMTS-Lizenz für Polen und begann umgehend mit dem Aufbau der Technik für dieses Netz. Um junge Kunden als Zielgruppe besser zu erreichen, führte PTC im März 2004 die zusätzliche Marke Heyah für Pre-Paid-Verträge ein.
Im April 2010 wurden zwei Vorstandsmitglieder wegen vermuteten Betruges und Steuerhinterziehung verhaftet. Zwar ließ die Staatsanwaltschaft Warschau die Vorwürfe fallen und verzichtete auf Eröffnung eines Strafverfahrens. Die Deutsche Telekom sprach dennoch eine fristlose Kündigung aus, wegen aus ihrer Sicht erwiesener Kompetenzüberschreitung und „schwer wiegenden Pflichtverletzungen“.
Am 15. Dezember 2010 konnte sich die Deutsche Telekom nach mehr als zehn Jahren Rechtsstreit mit der französischen Vivendi und der polnischen Elektrim-Gruppe, auf einen außergerichtlichen Vergleich zur Übernahme der restlichen, von ihr zu diesem Zeitpunkt noch nicht gehaltenen Anteile an Polska Telefonia Cyfrowa einigen. Gegen Zahlung von insgesamt 2,1 Mrd. Euro verfügte die Deutsche Telekom im Anschluss über 100 % des Unternehmens. Kurz darauf entschied sich der Konzern zu einem veränderten Auftritt und begann schrittweise ab 5. Juni 2011, seine in Deutschland für das Mobilfunkgeschäft verwendete Marke T-Mobile auch in Polen einzuführen. Am 1. August 2011 wurde die Rechtsform von PTC in eine Aktiengesellschaft geändert und am 27. Mai 2013 wechselte der Firmenname zu T-Mobile Polska.
Seit Übernahme des zentral- und osteuropäischen Backbone-Provider GTS Central Europe für 546 Mio. Euro durch den Mutterkonzern Deutsche Telekom im Juni 2014, werden die Infrastruktur und Dienste der polnischen Töchter GTS Poland und T-Mobile Polska nach und nach zusammengeführt. Im Oktober 2015 teilte die polnische Regulierungsbehörde Urząd Komunikacji Elektronicznej (UKE) in Warschau mit, bei der jüngsten, mehrere Monate andauernden Versteigerung weiterer Mobilfunkfrequenzen für Polen, habe T-Mobile Polska für umgerechnet 496 Mio. Euro den Zugriff auf ein erweitertes Spektrum erworben. Von den Wettbewerbern bei dieser Versteigerung setzte nur die französische Orange-Gruppe mit umgerechnet 760 Mio. Euro einen noch größeren Betrag für neue Frequenzen ein.
Im Jahr 2015 erzielte T-Mobile Polska nach Unternehmensangaben eine Netzabdeckung mit 3G von fast 100 % des polnischen Staatsgebietes, erreichte fast 50 % der Bevölkerung mit 4G-LTE und versorgte als drittgrößter Anbieter in Polen insgesamt 15,7 Millionen Kunden.

## Marken

Ehemaliges Logo von Era

Auf dem polnischen Mobilfunkmarkt tritt das Unternehmen unter drei Markennamen auf. Die durch das Unternehmen im Jahr 1996 eingeführte Marke Era wurde nach 2011 eingestellt:
- T-Mobile Jump, ehemals Era (pre-paid und post-paid)
- T-Mobile na kartę, ehemals  T-Mobile Tak Tak, ehemals Era Tak Tak (pre-paid)
- Heyah, virtueller Operator (pre-paid)

## Sponsoring
Das Unternehmen war von 2011 bis 2015 Hauptsponsor der Ekstraklasa, der ersten polnischen Fußballliga.